# Hooters
Pour l’article homonyme, voir The Hooters.
Hooters est une chaîne américaine de restaurants dont le siège social se trouve à Atlanta, en Géorgie. La chaîne Hooters possède 435 restaurants aux États-Unis et dans 23 autres pays. Le service est assuré en majorité par des jeunes femmes dont l'uniforme de travail est un mini short orange et un tee-shirt (ou débardeur) échancré à l'effigie de la chaîne. Hooters signifie chouette (l'oiseau) mais aussi « nichons » en argot américain.

## Histoire
Le premier restaurant fut créé le 4 octobre 1983 à Clearwater en Floride par 6 personnes dit « Hooters Six » (Gil DiGianantonio, Ed Droste, Denny Johnson, Billy Ranieri, L.D. Stewart, Ken Wimmer).
En 1984, Robert H. Brooks et un groupe d'investisseurs (Hooters of America, Inc) achètent la franchise pour créer une chaîne de restaurants aux États-Unis.
En 1985, ils sortent le Hooters Calendar Girl, calendrier qui les rendra célèbres.
En 1989 sort le magazine Hooters, inspiré de Sports Illustrated.

## Code vestimentaires des serveuses

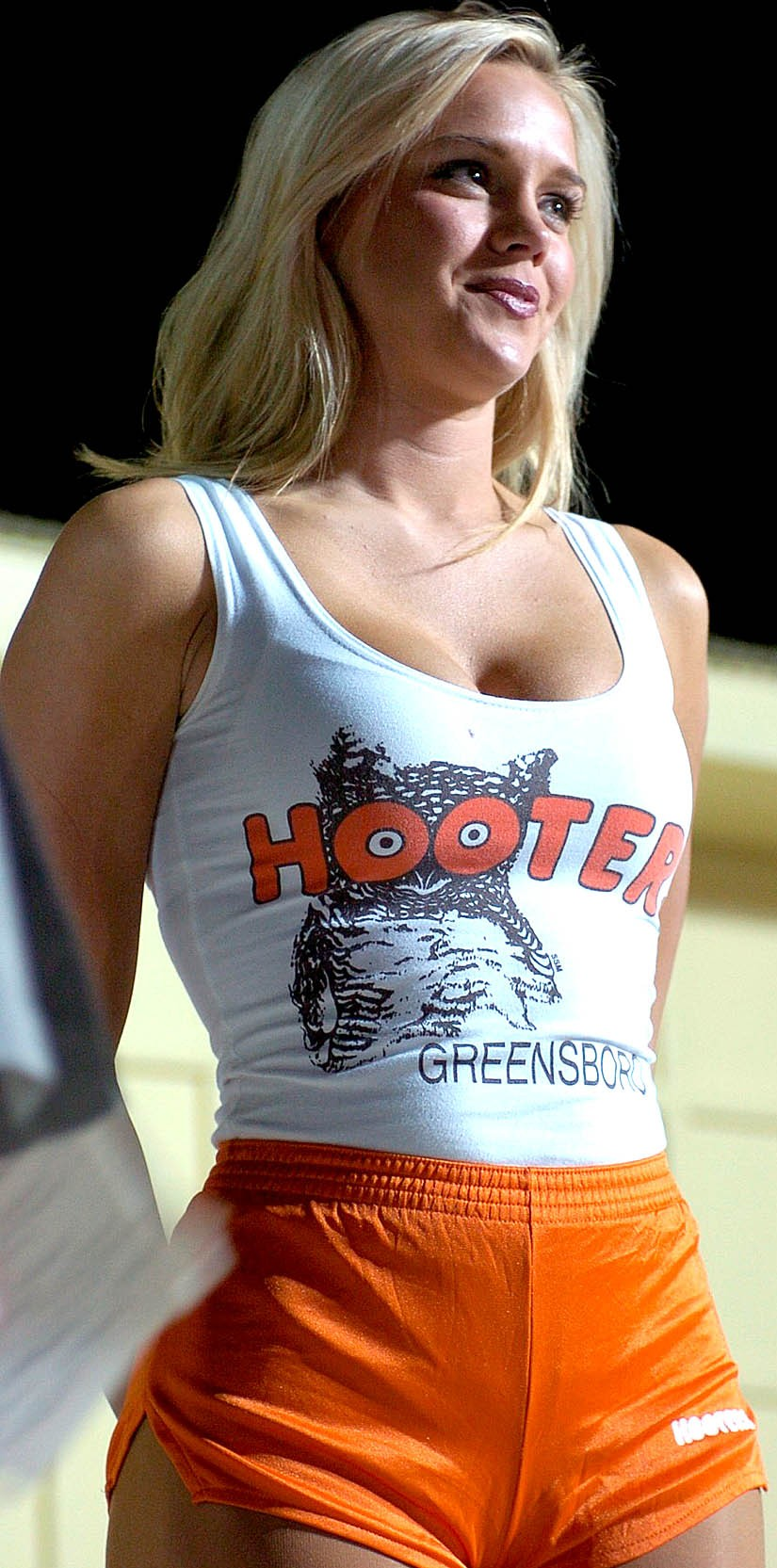
Jeune serveuse apparaissant dans le calendrier Hooters.

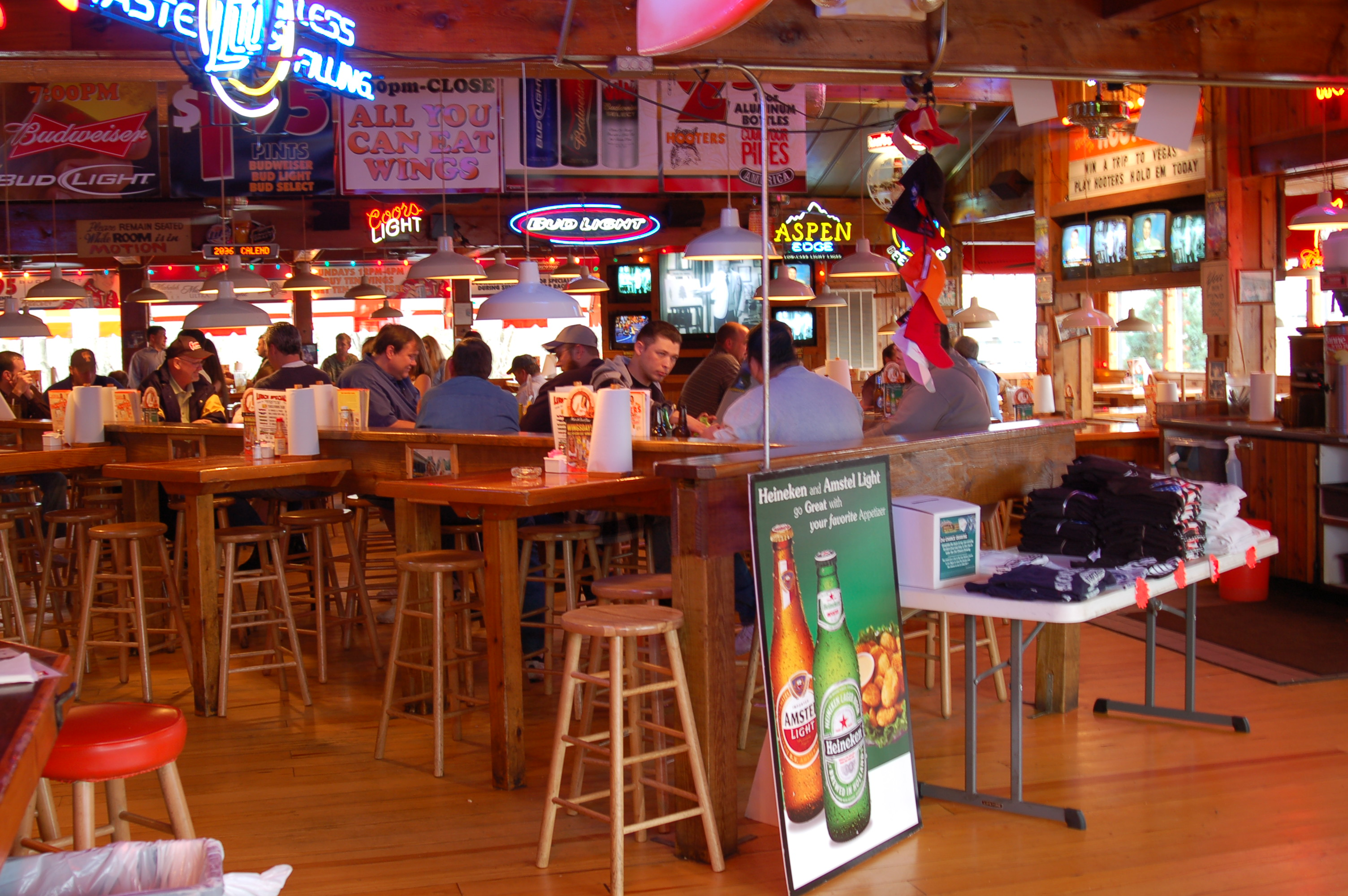
Intérieur d'un restaurant Hooters.

truTV a enquêté dans son émission The Smoking Gun et s'est procuré une note interne du restaurant. Les clients doivent trouver les filles attirantes comme des pom-pom girls ou des girls next door.
Les femmes employées doivent signer un contrat stipulant:
- « Pour mon travail, je dois porter l'uniforme Hooters. »
- « Pour mon travail, je dois dialoguer et divertir les clients. »
- « Le concept de Hooters est basé sur l'emploi de fille ayant du sex-appeal et l'ambiance de travail est joyeuse et communicative. »
- « Je ne trouverai pas mon travail intimidant, l'uniforme inconfortable, l'environnement du restaurant hostile… »

## Controverse
Le restaurant de Vienna en Virginie-Occidentale a été fermé[Quand ?] sous la pression de féministes et de l'Église à cause de la dégradation de l'image de la femme qu'il représentait.

## Humanitaire

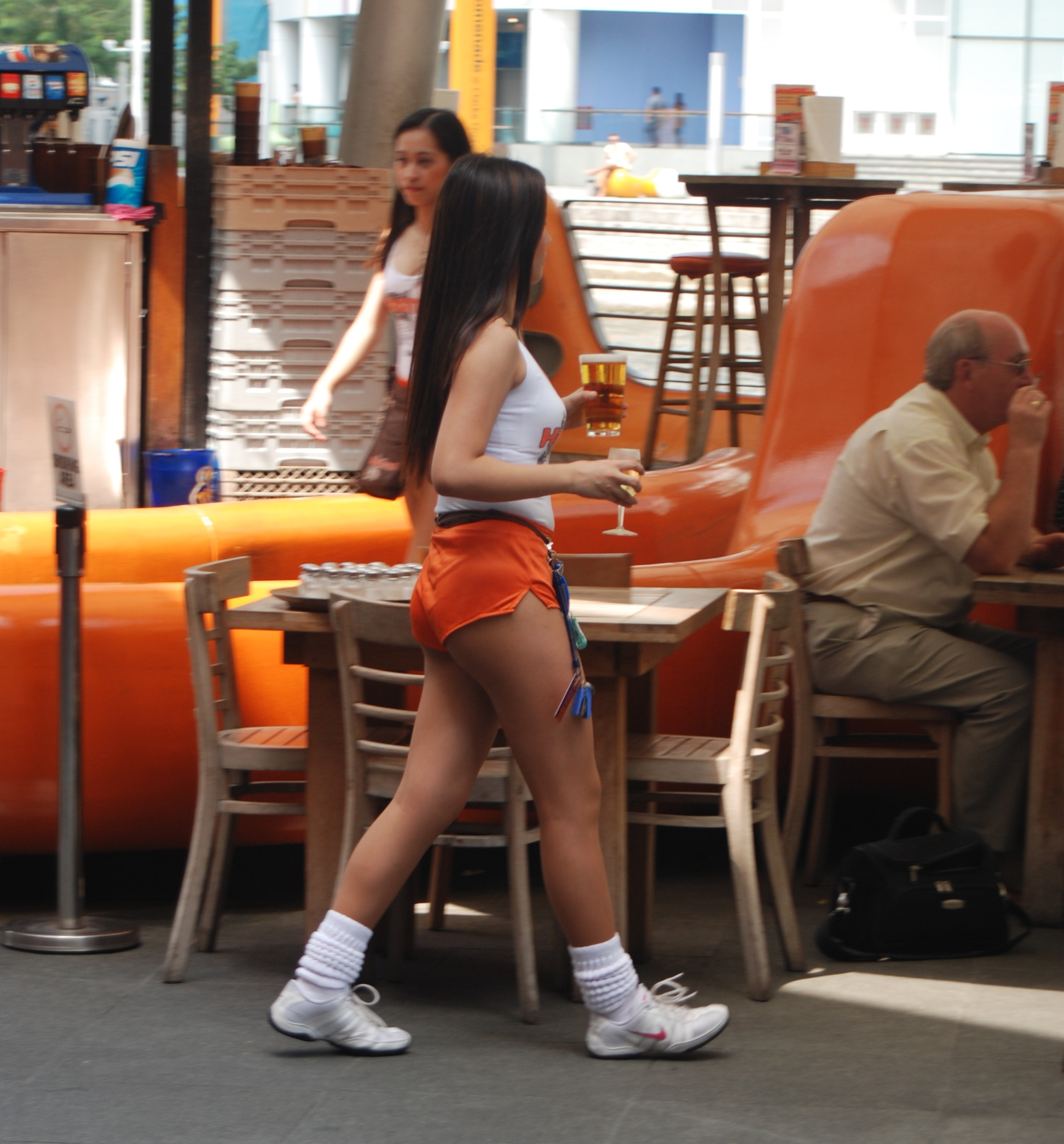
Une serveuse dans un restaurant Hooters à Singapour en 2008.

Hooters Community Endowment Fund, connu sous le nom HOO.C.E.F. est une association humanitaire aidant les enfants et combattant le cancer du sein.

## Développement hors du domaine de la restauration
- The Miami Hooters ou Florida Bobcats, équipe d'Arena Football League (1993-1995).
- Depuis 1994 est organisé le NGA Hooters Tour, un tournoi de golf masculin. En 2008, la dotation du premier prix était de 6,2 millions de dollars.
- En 1997, Robert Brooks suscite la fondation de l'USAR Hooters Procup Series, une compétition de stock-car.
- En 2002, sort Hooters Road Trip, jeu vidéo pour PC et PlayStation.
- En 2003, est créée Hooters Air, une compagnie aérienne qui disparaît en 2006.
- En 2006, Hooters reprend l'hôtel San Remo à Las Vegas et le rebaptise Hooters Casino Hotel.

## Parodies
- South Park épisode Raisins
- Les Rois du Texas
- Les Simpson, saison 16, épisode 16 (Une grosse tuile pour un toit)
- Roseanne (série télévisée)
- Ce que j'aime chez toi, saison 3, épisode 20 Working Girls
- The Office, saison 2 épisode 13
- Paradise Police saison 2 épisode 3.
- Série de mangas hentai Delightfully fuckable and unrefined où le nom est changé en Pooters. Les serveuses y accordent des services de prostitution.